# Droga wojewódzka nr 561
Droga wojewódzka nr 561 (DW561) – droga wojewódzka w województwie mazowieckim o długości 20 kilometrów łącząca Bieżuń z Szumaniem.